# Грб Хонгконга
Грб Хонгконга је званични хералдички симбол ове специјална административна област Народне Републике Кине. Грб има облик амблема и ушао је у употребу 1. јула 1997. године, након преноса суверенитета Хонгконга од Британаца Народној Републици Кини.
Амблем има исте елементе дизајна као регионална застава Хонгконга у кругу. Спољни бели прстен је приказан са натписом званичног назива територије на традиционалном кинеском (кин: 香港特別行政區區徽) и енглеске кратке форме "Хонгконг" (енгл. Hong Kong).

## Историја

### Колонијална значка
Колонијална значка је била у употреби од 1843. у некој од верзија, све док није замењена грбом одобреним 1959. Током неколико ревизија, идеја о значки је остала. На њој су била приказана три трговца и гомилу терета на кеју са леве стране у првом плану. У позадини је био квадратно намештен брод и Кинеска џунка у луци у позадини са купастим брдима. Изнад је Краљевски грб Уједињеног Краљевства.

### Колонијални грб (1959–1997)
Грб је био у употреби у колонијалном Хонгконгу од када је одобрен, 21. јануара 1959, и касније усвојен и на колонијалној застави у јулу те године. Употреба грба (од стране Владе Хонгконга) завршина је 1997, где је замењен регионалним грбом. На грбу су две традиционалне кинеске Џунке окренуте један ка другој, а на црвеној позадини бојни златни мурал круне. Челенка је био крунисан лав који држи бисер, а држачи су били британски лав и кинески змај. Штит и држачи су стајали на постаменту, који се састоји од острва, са свитком са натписом "Хонгконг".
Ове две Џунке симболизују значај Источне трговине на мору, која окружује колонију. Поморска круна симболизује Хонгконгву везе са морнарицом и трговачком морнарицом, а таласаста линија признаје кратку, али храбару одбрану Хонгконга против Јапанаца током током Другог светског рата.